# Red Bull Arena (Salzburgo)
A Red Bull Arena (conhecida antigamente como EM Stadion Wals Siezenheim) é um estádio de futebol localizado no subúrbio de Salzburgo, na Áustria. É a casa do clube Red Bull Salzburg.

Inaugurado em Março de 2003 com 18.200 lugares, teve sua capacidade ampliada para 30.000 lugares para sediar jogos do Campeonato Europeu de Futebol de 2008.

O estádio é o único do Campeonato Austríaco de Futebol que utiliza relva artificial (grama artificial em PT-Br).

## Ligações Externas
- Yahoo Maps - Foto por Satélite